# Louis Tribouley
Louis Tribouley (2000) è un giocatore di football americano francese che gioca come defensive back per gli Iron Mask de Cannes.